# ABLE
ABLE es un lenguaje de programación simplificado dirigido a aplicaciones de contabilidad.